# Kacyk
Kacyk (hiszp. cacique lub  cazique, /kaˈsike/; port. /kɐˈsikɨ/, /kaˈsiki/, r.ż. cacica) – pochodzące z języka Tainów (za pośrednictwem hiszpańskiego) określenie dla przywódcy plemienia, szlachcica indiańskiego, na obszarze Ameryki Łacińskiej, sprawującego opiekę nad wsią bądź osadą, razem z kapłanami, szamanami i starszyzną wojowników, mającego do tego prawo z tytułu posiadania ziemi. Kacyk reprezentował także swoich poddanych w kontaktach z władzami hiszpańskimi. 
Na początku określenie to było używane tylko w stosunku do przywódców indiańskich na Haiti, potem Hiszpanie stosowali je na obszarze całej Ameryki Środkowej i Południowej. W wyniku ewolucji stosunków Hiszpanów z lokalną społecznością zaczęto używać go od XIX wieku w stosunku do przywódców lokalnych władz bez względu na ich pochodzenie. Kacyk posiadał swoich stronników, nad którymi sprawował opiekę i poparcie wobec wyższych władz lub innych kacyków. Kacyk nie był już właścicielem swoich podwładnych lecz uzależniał ich od siebie ekonomicznie, np. udzielając pożyczek na wysoki procent itp.
W języku polskim mianem kacyka określa się także potocznie lokalnego despotę, „urzędnika prowincjonalnego, sprawującego władzę w sposób samowolny i arbitralny”.